# Arrondissement di Forbach
L'arrondissement di Forbach era una suddivisione amministrativa francese, situata nel dipartimento della Mosella e nella regione del Grand Est.
È stato soppresso il 29 dicembre 2014 per confluire nell'arrondissement di Forbach-Boulay-Moselle.

## Composizione
L'arrondissement di Forbach raggruppava 87 comuni in 7 cantoni:
- cantone di Behren-lès-Forbach
- cantone di Forbach
- cantone di Freyming-Merlebach
- cantone di Grostenquin
- cantone di Saint-Avold-1
- cantone di Saint-Avold-2
- cantone di Stiring-Wendel